# Císařovna Chu (Süan-te)
Císařovna Chu (čínsky pchin-jinem Hú huánghòu, znaky 胡皇后, † 1443), vlastním jménem Chu Šan-siang (čínsky pchin-jinem Hú Shànxiáng, znaky 胡善祥), zkráceným posmrtným jménem císařovna Kung-žang-čang (čínsky v českém přepisu Kung-žang-čang chuang-chou, pchin-jinem Gōngràngzhāng huánghòu, znaky zjednodušené 恭让章皇后, tradiční 恭讓章皇后), byla mingská císařovna, manželka Süan-teho, císaře čínské říše Ming.

## Život
Císařovna Chu pocházela z prefektury Ťi-ning v provincii Šan-tung. Roku 1417 se stala manželkou Ču Čan-ťiho, tehdy nejstaršího syna následníka trůnu čínské říše Ming. Roku 1420 s ním měla dceru, princeznu Šun-te. O pět let později se Ču Čan-ťi stal císařem říše Ming a paní Chu císařovnou. Neměla však syna, naopak se roku 1427 narodil syn, pozdější císař Jing-cung, jedné z jeho vedlejších manželek, paní Sun. Císař proto roku 1428 zbavil paní Chu postavení císařovny a novou císařovnou jmenoval paní Sun.
| Císařovna říše Ming        | Císařovna říše Ming     | Císařovna říše Ming     |
| -------------------------- | ----------------------- | ----------------------- |
| Předchůdce: císařovna Čang | 1425–1428 císařovna Chu | Nástupce: císařovna Sun |